# (5644) Maureenbell
(5644) Maureenbell est un astéroïde de la ceinture principale.

## Description
(5644) Maureenbell est un astéroïde de la ceinture principale. Il fut découvert le 22 août 1990 à l'observatoire Palomar par Henry E. Holt.  Une observation de 1979 est considérée comme une des prédécouvertes par le JPL. L'objet apparait sur des photos remontant à 1951.
Il présente une orbite caractérisée par un demi-grand axe de 3,13 UA, une excentricité de 0,11 et une inclinaison de 14,3° par rapport à l'écliptique.

## Compléments